# Peptide di rilascio della gastrina
Il peptide di rilascio della gastrina (GRP, sigla di Gastrin releasing peptide) è un peptide bombesino-simile, corrispettivo nei mammiferi della bombesina degli anfibi.

## Struttura
Il peptide di rilascio della gastrina è composto di 27 aminoacidi con la seguente struttura primaria:
C-terminale-Met-Leu-His-Gly-Val-Ala-Trp-His-Asn-Gly-Arg-Pro-Tyr-Met-Lys-Thr-Leu-Val-Thr-Gly-Gly-Gly-Ala-Pro-Leu-Pro-Val-N-terminale

## Storia
La bombesina è stata isolata per la prima volta a Roma dal gruppo di Vittorio Erspamer nel 1971 dalla pelle degli anfibi Discoglossidae Bombina bombina e Alytes obstetricans.
Il GRP è stato isolato nel 1979 dallo stomaco suino da McDonald et al.

## Meccanismo d'azione
Il GRP agisce attivando i recettori BBR1, BBR2 e BBR3 accoppiati alla proteina G nel cervello e nel tratto gastrointestinale (dove si stimola il rilascio di gastrina).

## Effetti clinici
Il GRP è secreto dallo stomaco, e possiede numerose funzioni:
- inibizione dell'assunzione di cibo: determina un segnale di sazietà anche nell'uomo[7]
- contrattilità della muscolatura liscia
- secrezione esocrina ed endocrina
- termoregolazione
- regolazione della pressione arteriosa
- regolazione degli zuccheri e della crescita cellulare
- fattore di crescita per cellule normali e tumorali polmonari a piccole cellule